# پروین (فیلم ۱۳۸۴)
پروین فیلم سینمایی ایرانی است که در سال ۱۳۸۴ توسط مرتضی هرندی کارگردانی شد و فیلمنامه آن بر اساس کتاب اختر چرخ ادب پروین توسط نویسنده کتاب اعظم بروجردی نگارش گردیده است. ساختار فیلم سینمایی پروین سورئال می‌باشد و تخیل شاعرانه پروین را به‌تصویر کشیده است.

## داستان
ده روز پایانی زندگی شاعر بزرگ ایران پروین اعتصامی که بر اثر تب سل در بستر بیماری است و در این مدت  تمامی شخصیتهای اشعار خود را ملاقات می‌کند و مدام از عشقی نافرجام سخن می‌گوید.

## بازیگران
| بازیگر            | نقش           |
| ----------------- | ------------- |
| آناهیتا نعمتی     | پروین اعتصامی |
| ساقی عقیلی        | بی بی         |
| جلیل فرجاد        | برادر پروین   |
| زهره حمیدی        | مادر پروین    |
| مهدی فقیه         | پدر پروین     |
| مجید حاجی زاده    | عاشق          |
| مسعود عسگری       | مست           |
| اسفندیار ابراهیمی | شوهر پروین    |
| صادق توکلی        | عزرائیل       |
| محسن گودرزی       | کوزه گر       |